# ザ・ファンタスティック・フォー
『ザ・ファンタスティック・フォー』（The Fantastic Four）は、1994年に公開が予定されていたスーパーヒーロー映画である。ロジャー・コーマンとベルント・アイヒンガーにより製作された。マーベル・コミックの長寿作品『ファンタスティック・フォー』を原作としており、第1号から第5号までの展開である、ファンタスティック・フォーの誕生とドクター・ドゥームとの最初の戦いが描かれている。一般には未公開となったが、1994年5月31日に一度だけ展示されて以降、海賊版が出回っている。

## キャスト
- アレックス・ハイド＝ホワイト（英語版） - リード・リチャーズ / ミスター・ファンタスティック
- レベッカ・スターブ（英語版） - スー・ストーム / インビジブル・ウーマン（英語版）
- マイケル・ベイリー・スミス（英語版） - ベン・グリム
- カール・チャルファリオ - シング（英語版）
- ジェイ・アンダーウッド（英語版） - ジョニー・ストーム / ヒューマン・トーチ
- ジョセフ・カルプ - ドクター・ドゥーム
- カット・グリーン - アリシア・マスターズ（英語版）
- イアン・トリガー - The Jeweler

## 製作
1983年、コンスタンティン・フィルムのプロデューサーのベルント・アイヒンガーが『ファンタスティック・フォー』の映画化権を獲得するも、買い手が付かず、ワーナー・ブラザースとコロンビア・ピクチャーズは興味を示したものの、4000万ドルの製作費が原因で契約に至らなかった。
1992年、映画化権の契約期限切れが目前に迫り、早急に撮影を開始しなければならなかった。そこでアイヒンガーはB級映画のスペシャリストであるロジャー・コーマンに協力を依頼し、実質的にはコーマンが監督する形で当初想定されていた4000万ドルを下回る100万ドルの予算により21日あるいは25日で撮影を完了させた。
当初コンスタンティン側はスタッフや出演者に劇場公開を前提としていると伝えており、1994年にニュー・ホライズンズ・ピクチャーズから公開を予告し、キャストがコミック・ブック・コンベンションに招かれるといったプロモーションも行われた。しかし1993年末、マーベル・スタジオの創設者であるアヴィ・アラッドが映画に関する全ての権利とネガフィルムを買い取ったことによりコンスタンティンは公開中止を発表した。この映画は公開を意図したものではなく、初めから映画化の権利を保持するためだけに制作されたとも言われたが、コーマンは否定している。
いずれにせよ、映画を完成させたことで映画化権を失わずに済んだコンスタンティンはこの10年後、20世紀フォックス主導の下、製作費1億ドルの『ファンタスティック・フォー ［超能力ユニット］』を公開した。

## その後
コーマンをはじめとするキャストやスタッフへインタビューしたドキュメンタリー映画『Doomed!: The Untold Story of Roger Corman's The Fantastic Four』が、2015年7月10日に公開された。
アレックス・ハイド・ホワイト、レベッカ・スターブ、ジェイ・アンダーウッド、マイケル・ベイリー・スミスが『ファンタスティック4:ファースト・ステップ』にカメオ出演する予定。